# Капло, Филип
Филип Капло (12 августа 1912 — 6 мая 2004 гг.) — дзэнский учитель в США, основатель Рочестерского Дзэнского Центра, автор ряда известных книг.

## Ранняя биография
Родился в Нью Хейвене, расположенном в штате Коннектикут. В юности Филип Капло работал библиотекарем, изучал основы юриспруденции, а затем выбрал профессию судебного репортёра. Долгое время он работал в местных и федеральных судах Коннектикута. В последние месяцы Второй мировой войны Капло получил должность ведущего репортёра в Нюрнбергском процессе. А после окончания этого процесса Капло освещал работу Международного военного трибунала по Дальнему Востоку в Токио.

## Знакомство с дзэн
В Японии Капло заинтересовался дзэн-буддизмом. В частности, он посетил многие неформальные лекции, которые давал известный популяризатор дзэн-буддизма Дайсэцу Судзуки в Кита Камакуре. Вернувшись в Америку, Филип возобновил своё знакомство с Д. Т. Судзуки, который приехал читать лекции по дзэн в Колумбийском Университете. Затем, охладев к преимущественно интеллектуальному пониманию дзэн, в 1953 году Капло переехал в Японию, где начал более глубоко постигать истину учения.

## Учёба
Филип Капло учился в традиции Самбо Кёдан (она же школа «Харады — Ясутани»), которая соединяла черты японской школы сото, предпочитавшей сидячую медитацию, и школы Риндзай, предпочитавшей практику коанов. Через пять лет он достиг просветления, а после этого следующие восемь лет продолжал изучать дзэн в теории и на практике. Его учитель Ясутани посвятил Филипа Капло в духовный сан и дал официальное разрешение преподавать дзэнское учение (в рамках данной традиции). Но это не было формальной «передачей Дхармы», то есть признанием роси Филипа Капло как полностью самостоятельного мастера.

## Преподавание
В 1966 году Капло покинул Японию и возвратился в США, где в Рочестере открыл Центр дзэн. Тем самым, он стал первым учителем американского происхождения, основавшим дзэн-центр в США. Через некоторое время рочестерский центр создал ряд дочерних центров в городах США, Канады, Центральной Америки и Европы.

## Разногласия и вопрос традиции
Со временем отношения роси Филипа Капло с некоторыми наставниками — в частности, с его учителем, Ясутани роси, охладились и, в конце концов, прекратились. В качестве причин этого называют несогласие о методах преподавания дзэн в США, несогласие по вопросам некоторых личных отношений, а также склонность Капло к резким высказываниям — в том числе, в адрес некоторых учителей японского происхождения. Поэтому говорят, что Капло формально является не продолжателем традиции Харады — Ясутани, а носителем своей собственной, новой традиции.

## Поздние годы
Считается, что влияние Капло и его школы на современную «духовность западного мира» было очень значительным. Влияние включало в себя активные выступления за мир, вегетарианство, знаменитые и проникновенные книги по дзэнской практике. Чаньский учитель Шэнъянь высоко оценивал вклад Филипа Капло и выражал глубокое почтение роси.
В 1986 году Филип Капло сделал преемником своего учения Бодина Чолхеде (Bodhin Kjolhede), который стал руководить общиной. Поселившись в Голливуде, Капло продолжал давать учение там, а также в прочих центрах буддизма до своей смерти в 2004 году.

## Книги
Книги Капло, переведённые на русский язык:
- «Беречь всё живое. Буддизм и вегетарианство»;
- «Дзен жизни и смерти для живых и мертвых. Практическое и духовное руководство»;
- «Три столпа дзэн: Учение, практика и просветление» (переведена на 12 языков, по данным на 1996 г., и продолжает издаваться)[6].

Книги на английском языке:
- «Дзэн: слияние Востока и Запада» (прежнее название «Дзэн: рассвет на Западе»);
- «Колесо смерти»;
- «Пробуждение к дзэну»;
- «Прямо к сердцу дзэна».